# Nicolás Francese
Nicolás Francese (Mar del Plata, Argentina; 14 de agosto de 1995) es un futbolista argentino. Jugó como Arquero en el Club Atlético River Plate, en el cual llegó hasta el banco de 1.ª. División sin debutar, y en Fénix de la Tercera División de Argentina. Hoy en día, se encuentra como agente libre.
Actualmente, es un Dj profesional, es parte de la dupla musical “This is us”, junto a Mariano Mazolla. Siendo presencia en los destacados festivales musicales como Sonora park y Mute mar del plata.
También en sus ratos libres disfruta de ser surfista.

## Trayectoria

### River Plate
En 2015 subió al primer equipo de River Plate. Realizó tres pretemporadas con el plantel profesional e integró en algunas ocasiones el banco de relevos del primer equipo. Sumó minutos en reserva hasta que decidió dejar la institución.

### Fénix
Luego de tres años como juvenil, más dos años y medio como profesional, en el club de Núñez, arregló su traspaso a Fénix, equipo que milita en la Primera B Metropolitana. Donde dirigía Marcelo Escudero, ayudante de Ramón Díaz.

## Estadistícas

### Clubes
- Actualizado hasta el 16 de Octubre de 2024.

| Club | Div.                | Temporada           | Liga | Liga | Liga | Copas Nacionales (1) | Copas Nacionales (1) | Copas Nacionales (1) | Copas Internacionales (2) | Copas Internacionales (2) | Copas Internacionales (2) | Total | Total | Total |
| Club | Div.                | Temporada           | PJ   | GR   | VI   | PJ                   | GR                   | VI                   | PJ                        | GR                        | VI                        | PJ    | GR    | VI    |
| --- | ------------------- | ------------------- | ---- | ---- | ---- | -------------------- | -------------------- | -------------------- | ------------------------- | ------------------------- | ------------------------- | ----- | ----- | ----- |
| River Plate Argentina |                     |                     |      |      |      |                      |                      |                      |                           |                           |                           |       |       |       |
| 1ª | 2015                | 0                   | 0    | 0    | 0    | 0                    | 0                    | 0                    | 0                         | 0                         | 0                         | 0     | 0     |       |
| 1ª | 2016                | 0                   | 0    | 0    | 0    | 0                    | 0                    | 0                    | 0                         | 0                         | 0                         | 0     | 0     |       |
| Total club | Total club          | 0                   | 0    | 0    | 0    | 0                    | 0                    | 0                    | 0                         | 0                         | 0                         | 0     | 0     |       |
| Fénix Argentina |                     |                     |      |      |      |                      |                      |                      |                           |                           |                           |       |       |       |
| 3ª | 2016-17             | 21                  | 13   | 10   | 0    | 0                    | 0                    | -                    | -                         | -                         | 21                        | 13    | 10    |       |
| Total club | Total club          | 21                  | 13   | 10   | 0    | 0                    | 0                    | -                    | -                         | -                         | 21                        | 13    | 10    |       |
| Total en su carrera | Total en su carrera | Total en su carrera | 21   | 13   | 10   | 0                    | 0                    | 0                    | 0                         | 0                         | 0                         | 21    | 13    | 10    |
| (1) Las copas nacionales se refiere a la Copa Argentina. (2) Las copas internacionales se refiere a la Copa Sudamericana y la Copa Libertadores. (3) Media de goles por encuentro. No incluye goles en partidos amistosos. |                     |                     |      |      |      |                      |                      |                      |                           |                           |                           |       |       |       |